# Землетрясение в Боснии и Герцеговине (2022)
Землетрясение в Боснии и Герцеговине — землетрясение силой 5,7 Mw, произошедшее 22 апреля 2022 года на юге Боснии и Герцеговины. Эпицентр находился в деревне Струпичи, примерно в 10 км к востоку от Столаца или в 14 км от Любине или Невесине. Это пятое по интенсивности землетрясение в стране, а также самое значительное после землетрясения в Баня-Луке в 1969 году.

## Землетрясение
По данным Федеральной гидрометеорологической службы Боснии и Герцеговины (FHMZ BiH) землетрясение имело магнитуду ML 5,6 и максимальную интенсивность по шкале Меркалли VIII (Сильная). Геологическая служба США оценила землетрясение магнитудой MW 5,7. Они сообщили, что это произошло в 14 км к северо-востоку от Любине на глубине 10 км. По данным Хорватской сейсмологической службы эпицентр находился недалеко от Любине, магнитуда составила 6,1 по шкале Рихтера, а интенсивность - VIII (Максимально разрушительная) по европейской макросейсмической шкале (EMS-98).
За пределами эпицентра землетрясение сильно ощущалось в столице Боснии и Герцеговины Сараево, столице Черногории Подгорице и хорватском регионе Далмация. Это ощущалось на большей части юга Хорватии, Черногории, а также в некоторых частях Словении, Сербии, Албании, Косово, Северной Македонии, Италии и северной Греции.

## Воздействие
28-летняя женщина получила смертельные ранения после того, как валун скатился с холма и пробил крышу дома в Столаце. Она скончалась в больнице во время попытки реанимации. Её родители были госпитализированы с лёгкими травмами. 24 апреля в Столаце официально был объявлен днём траура. Ещё восемь человек получили ранения, некоторые из них находились в панике из-за землетрясения. По состоянию на 29 апреля 300 домашних хозяйств в Столаце сообщили об ущербе. Среди поврежденных зданий оказалась городская школа.
Из-за землетрясения на короткое время отключилось электричество в муниципалитете Берковичи, где находился эпицентр. Гражданская оборона кантона Герцеговина-Неретва сообщила о камнепадах на дорогах из Столаца в Мостар, Неум, Любине и Берковичи. Многочисленные улицы в Столаце и одна в Мостаре были заблокированы упавшим кирпичом, черепицей и штукатуркой. В Чаплине несколько припаркованных автомобилей были повреждены обломками, упавших со зданий. В Чаплине пострадало четыре человека.
Несколько шахтёров на угольной шахте недалеко от Сараево получили лёгкие травмы, четверым потребовалась медицинская помощь. В Хорватии был нанесен ущерб одиннадцати зданиям, в том числе францисканской церкви и школе в Дубровнике. Небольшие оползни также произошли на Адриатическом шоссе в Жупа-Дубровачке и недалеко от Сливно. В Черногории было прервано движение по железной дороге Белград — Бар.
24 апреля произошёл афтершок силой 4,8 балла силой VI (сильный) по модифицированной шкале интенсивности Меркалли, причинивший дальнейший ущерб зданиям, в том числе зданию австро-венгерских военных казарм XIX века.